# Beckov
Beckov (allemand : Beckow, hongrois : Beckó) est un village de Slovaquie situé dans la région de Trenčín.

## Géographie
Beckov est un village au Nord-ouest du pays, à moins de 10 km de la frontière tchèque. Elle est distante de 27 km de Trenčín, la métropole régionale.

### Relief
Beckov occupe une partie de la vallée du Váh. La partie occidentale de son territoire est une riche plaine comportant Zelená Voda, un lac étiré sur près de deux kilomètres, situé entre le Váh et l'autoroute , « à cheval  » sur Nové Mesto nad Váhom, Trenčianske Bohuslavice et Beckov. De grands champs de maïs et de houblons couvrent le sol de ces terres alluviales.
La partie orientale est une région de collines, vallonnée et boisée.
Le principal cours d'eau est le Váh, une rivière de 403 km affluent du Danube.

### Habitat
La population vit regroupée au village, autour et au pied du château qui semble toujours la protéger. Les habitations sont la plupart de construction récente, basses, couvertes de tuiles rouges, alignées dans certaines rues.

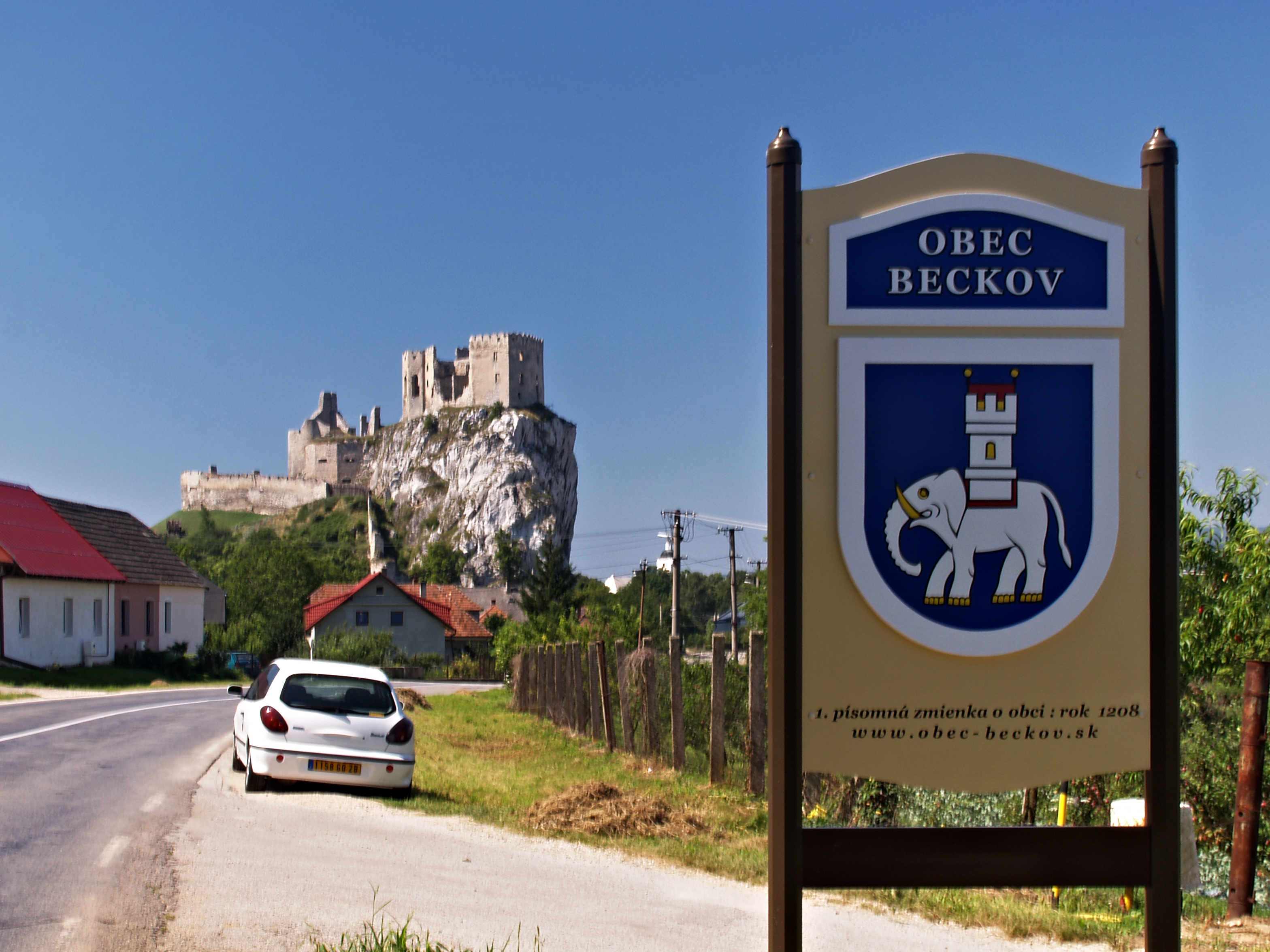
Entrée du village
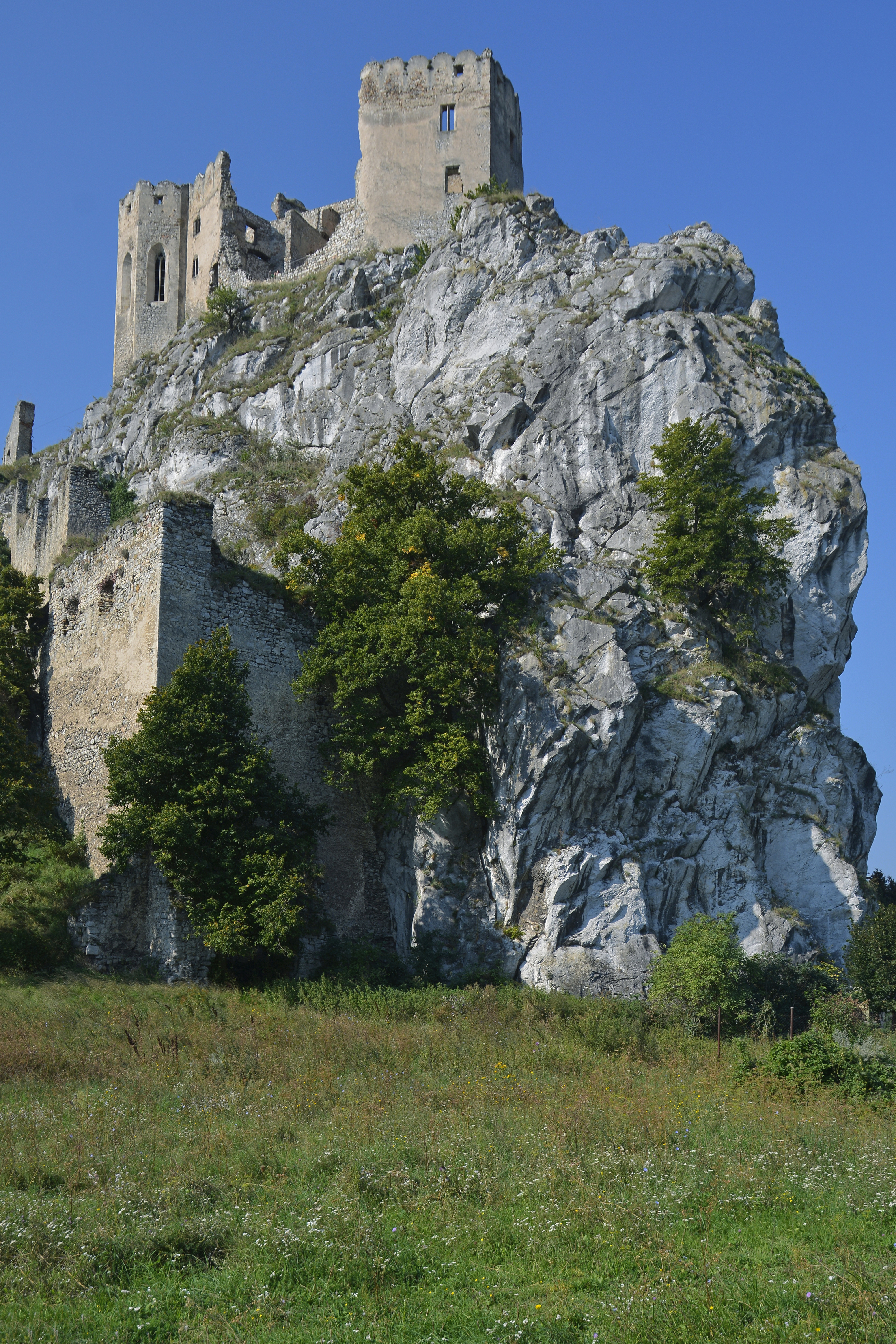
Le château dominant le village
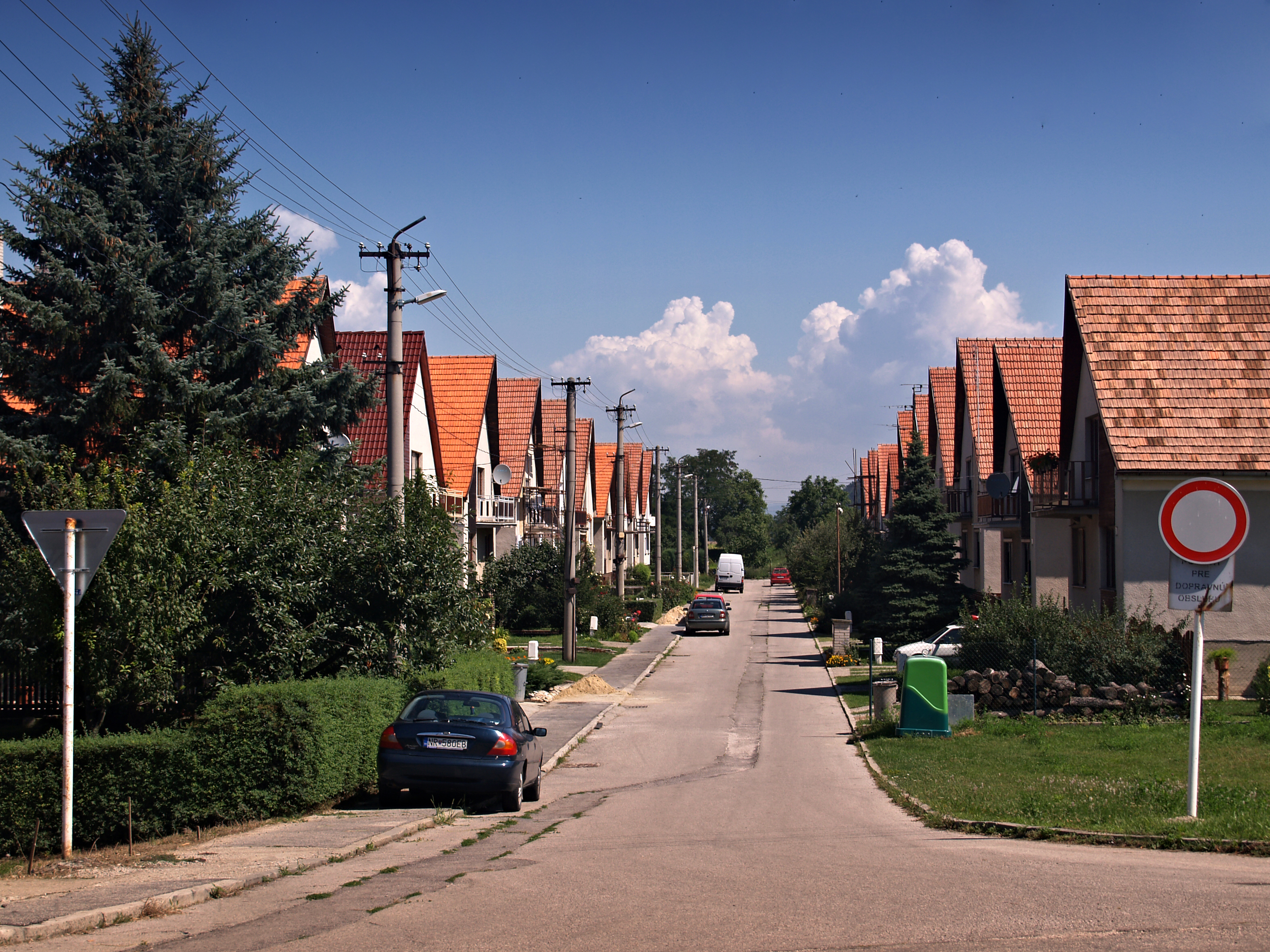
Une rue de Beckov
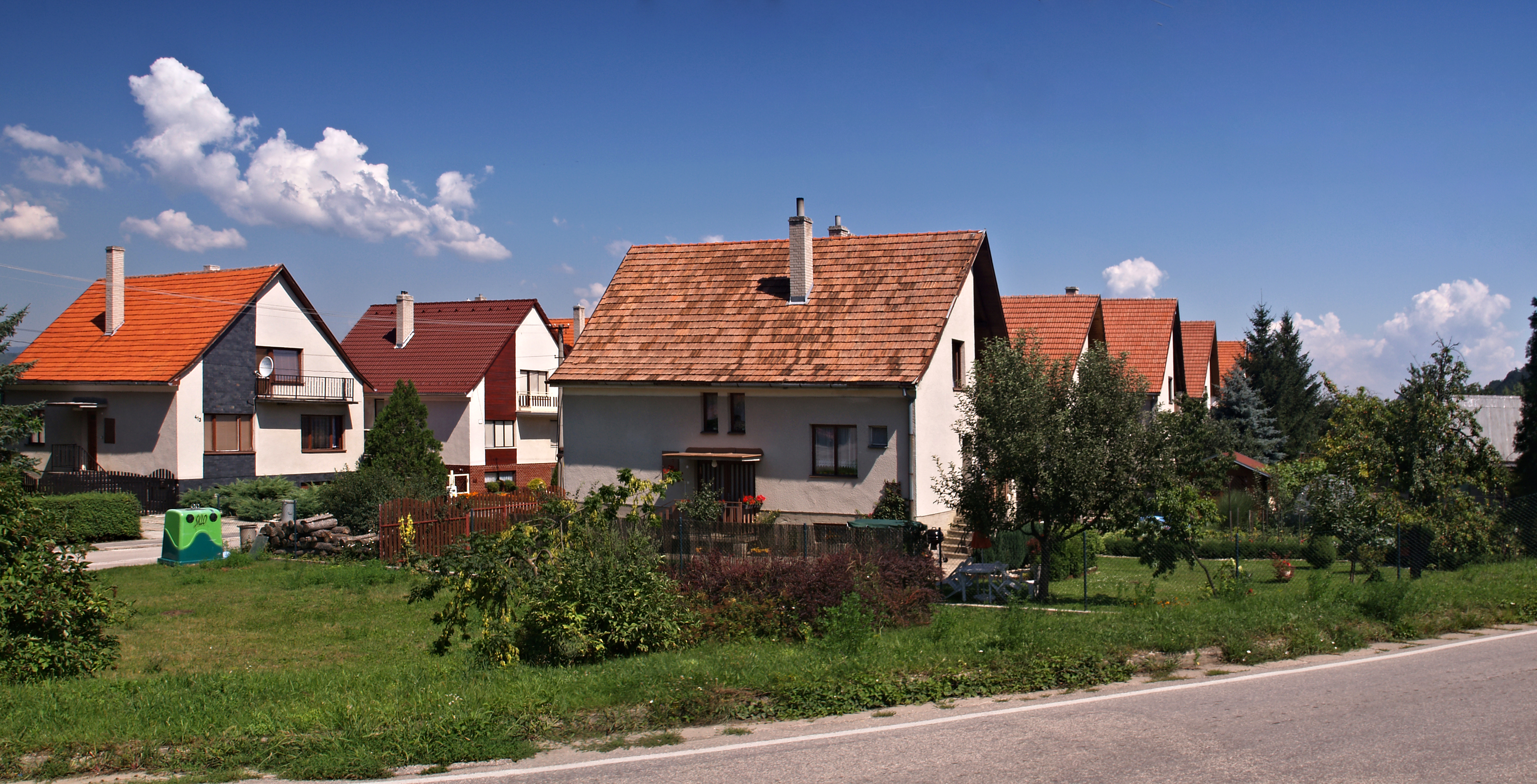
Des maisons du village

### Accès
Le territoire du village est traversé par l'autoroute  E 75 et la route 507, selon l'orientation NE - SO ; ils suivent toutes deux le cours méandreux de la rivière Váh.
L'échangeur 106 au sud de Beckov permet de quitter l'autoroute pour gagner le village même.
Une aire de repos sur l'autoroute  (E 75) permet d'admirer les ruines du château de Beckov.

## Histoire
La première mention écrite du village date de 1208.
Au XIIe siècle Beckov a été le siège d'un petit royaume correspondant actuellement à l'ouest et le centre de la Slovaquie et une partie du nord de la Hongrie. Mathias Tchak (Matúš Čák III) en a été roi jusqu'au 15 juin 1312, date de sa défaite à la bataille de Rozhanovce (hongrois : Rozgony) contre le roi Charles Robert de Hongrie.
Le roi Matúš Čák III a demeuré au Château de Beckov
Durant la 2e moitié du XVIe siècle jusqu'à la fin du XVIIe siècle, Beckov et sa région ont subi les atrocités commises par les Turcs qui l'ont occupé.

## Démographie

### Évolution de la population
| Année:               | 1994. | 2004.   | 2014.   | 2024.   |
| -------------------- | ----- | ------- | ------- | ------- |
| Nombre de personnes: | 1360  | 1367    | 1349    | 1458    |
| Différence:          |       | +0,51 % | -1,31 % | +8,08 % |

| Année:               | 2023. | 2024.   |
| -------------------- | ----- | ------- |
| Nombre de personnes: | 1466  | 1458    |
| Différence:          |       | -0,54 % |

## Lieux et monuments

### Architecture civile

#### Château de Beckov

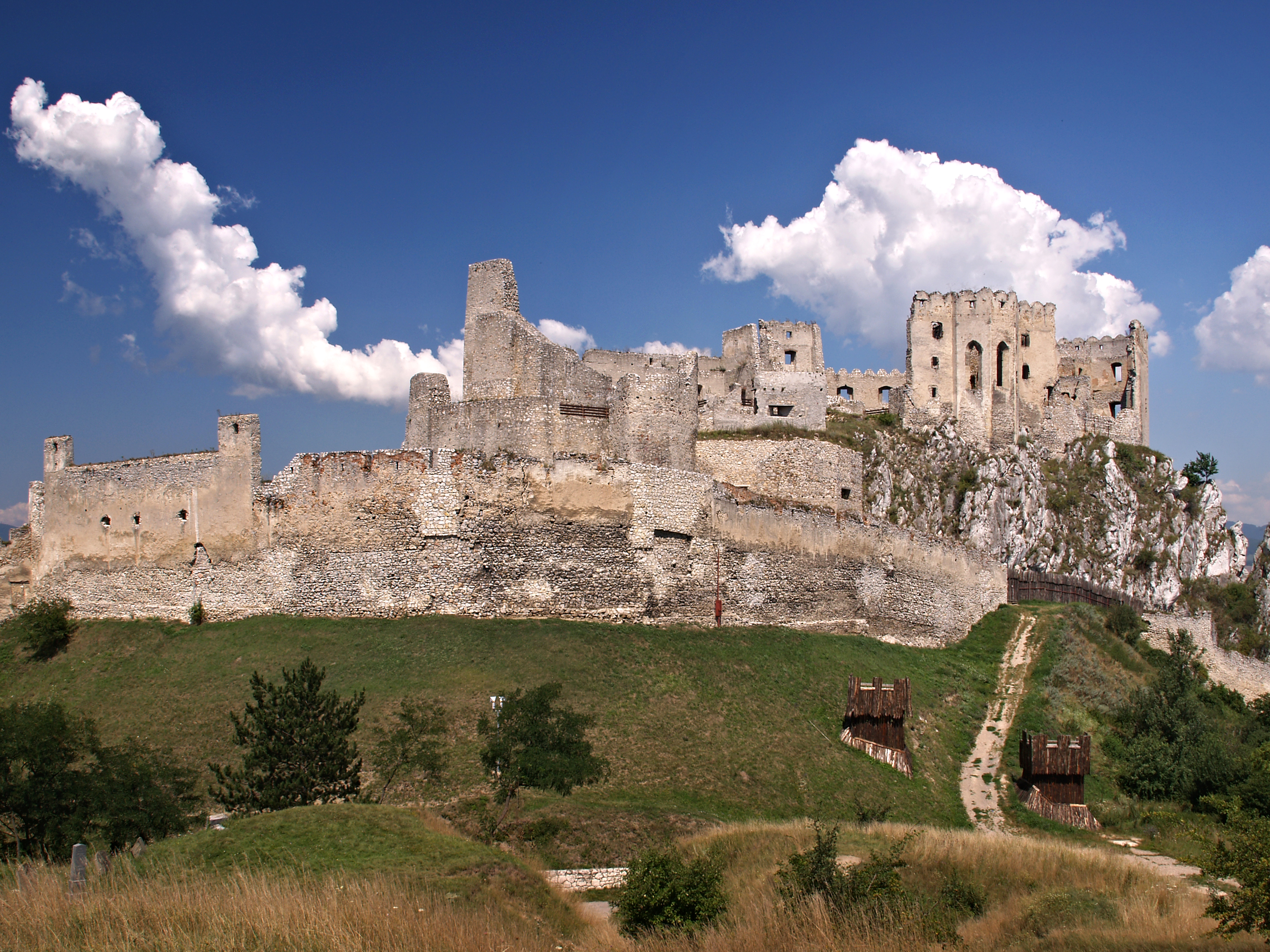
Vue du château

La forteresse de Beckov (Hrad Beckov) est un château fort royal de frontière, construit au milieu du XIIIe siècle sur les lieux mêmes d'un site du latène tardif et d'un site fortifié de la Grande Moravie du IXe siècle, sur un rocher escarpé haut de 50 m entre le cours inférieur et moyen de la rivière Váh. Sa mission consistait à faire le guet. Sa capacité défensive se montra lors des combats contre les Turcs qui firent son siège sans succès en 1599.
Il a été occupé par le roi Matúš Čák III. Le château fut rénové vers la fin du XIIIe siècle par le propriétaire de l'époque, Mathias Tchak. En 1388, le roi donna le château aux Stibor qui l'agrandirent et ajoutèrent plusieurs constructions au château supérieur, dont la chapelle gothique et la citerne. Grâce à l'activité de construction des Stibor, le château de guet se transforma en une résidence aristocratique somptueuse. Après l'incendie de 1729, le château tomba en ruines.
En 1996, ses ruines furent reconstruites, renforcées et rendues accessibles au public.
Un musée de l’histoire de Beckov se trouve dans la curie d‘Ambrovec au pied du château.

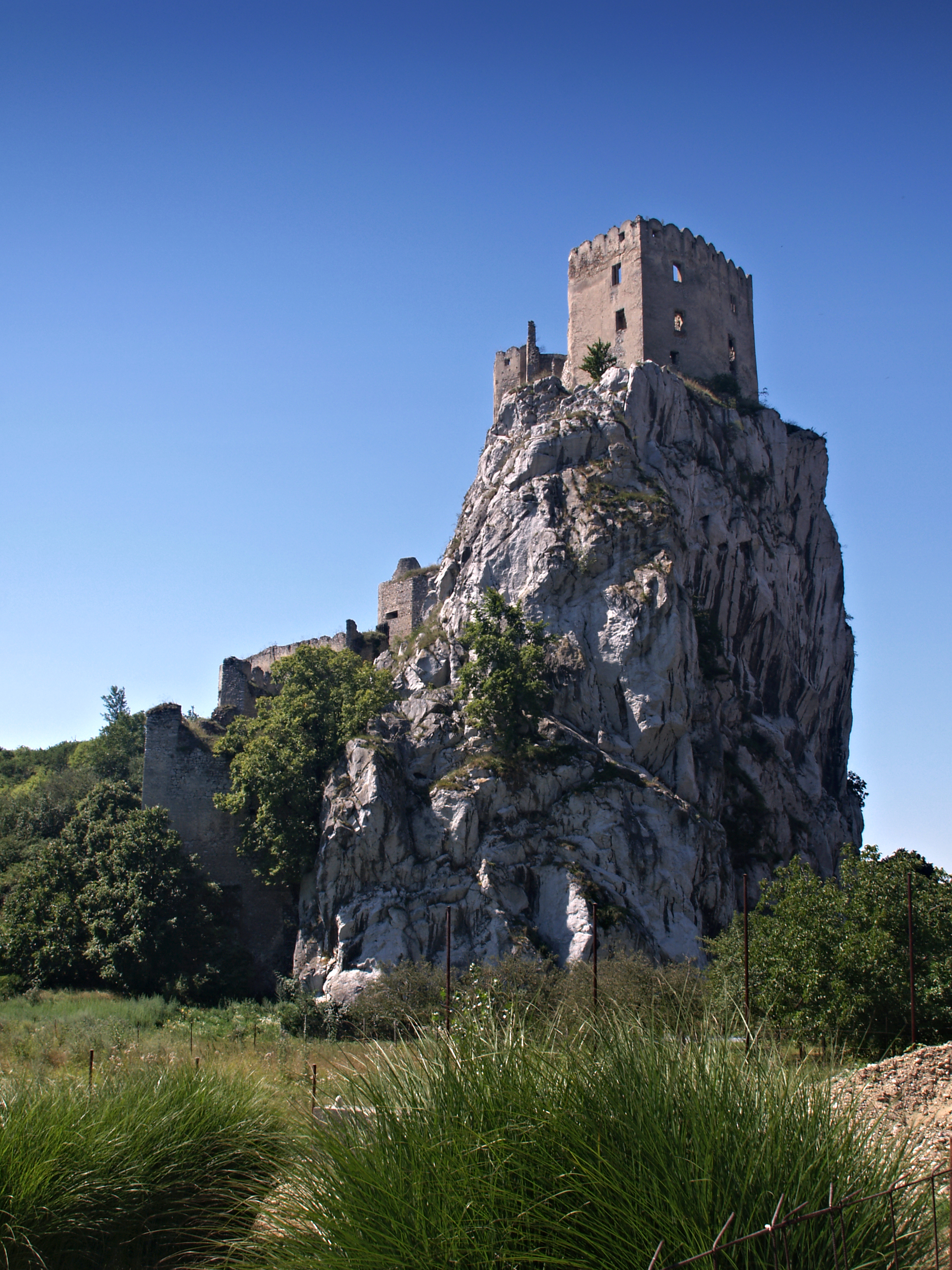
Vue depuis la route 507
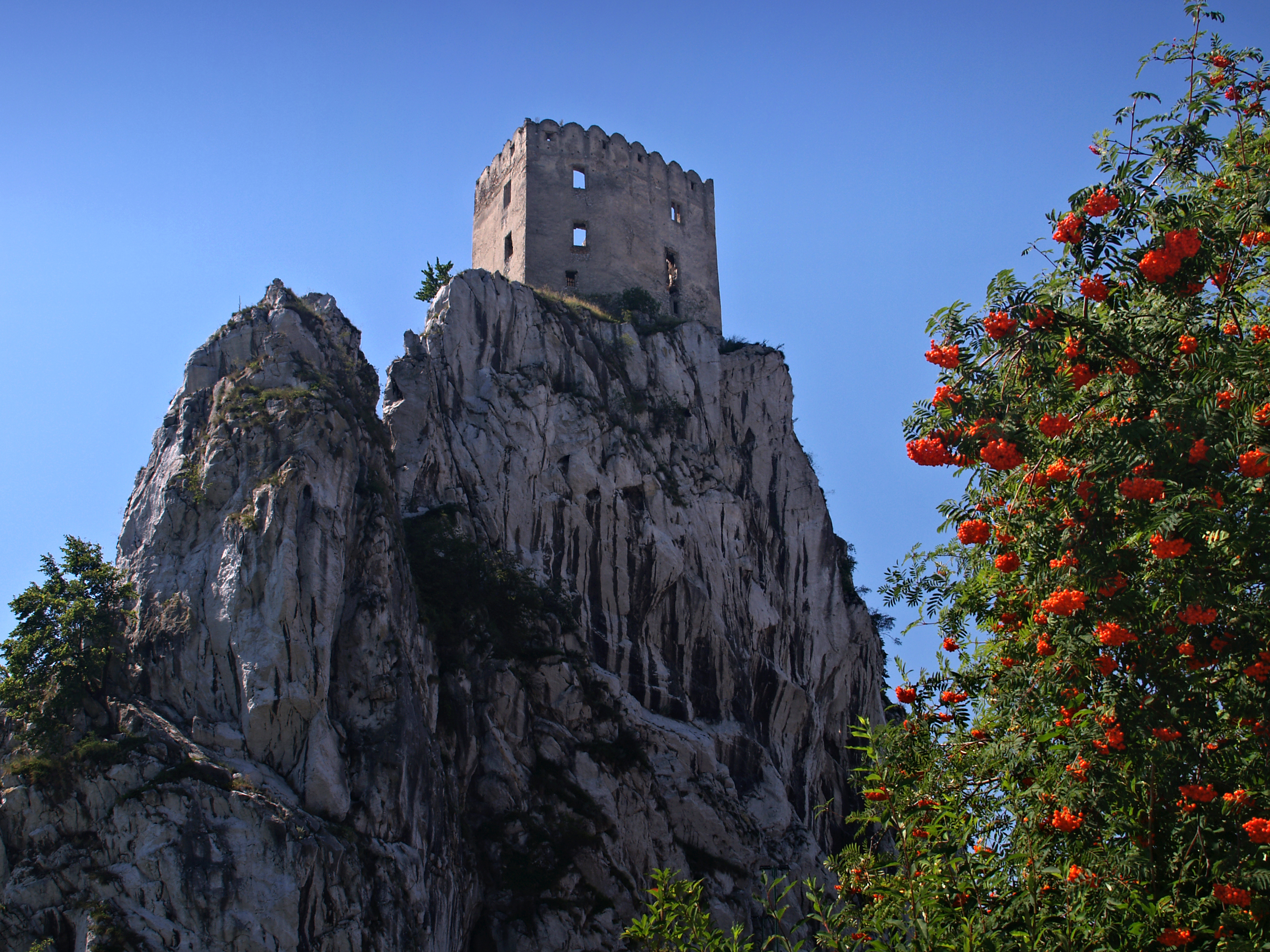
Vue depuis le village
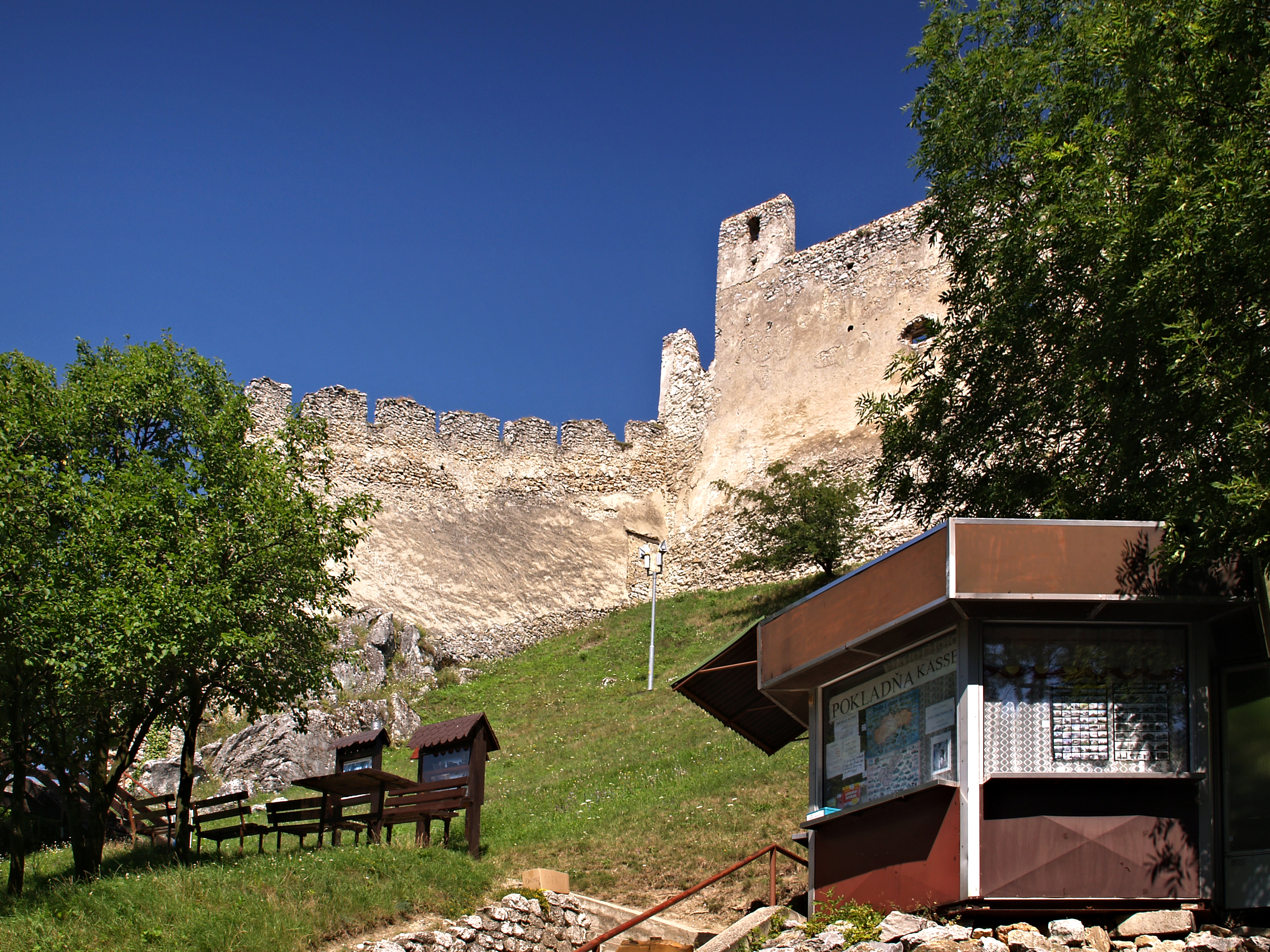
La caisse à l'entrée du site
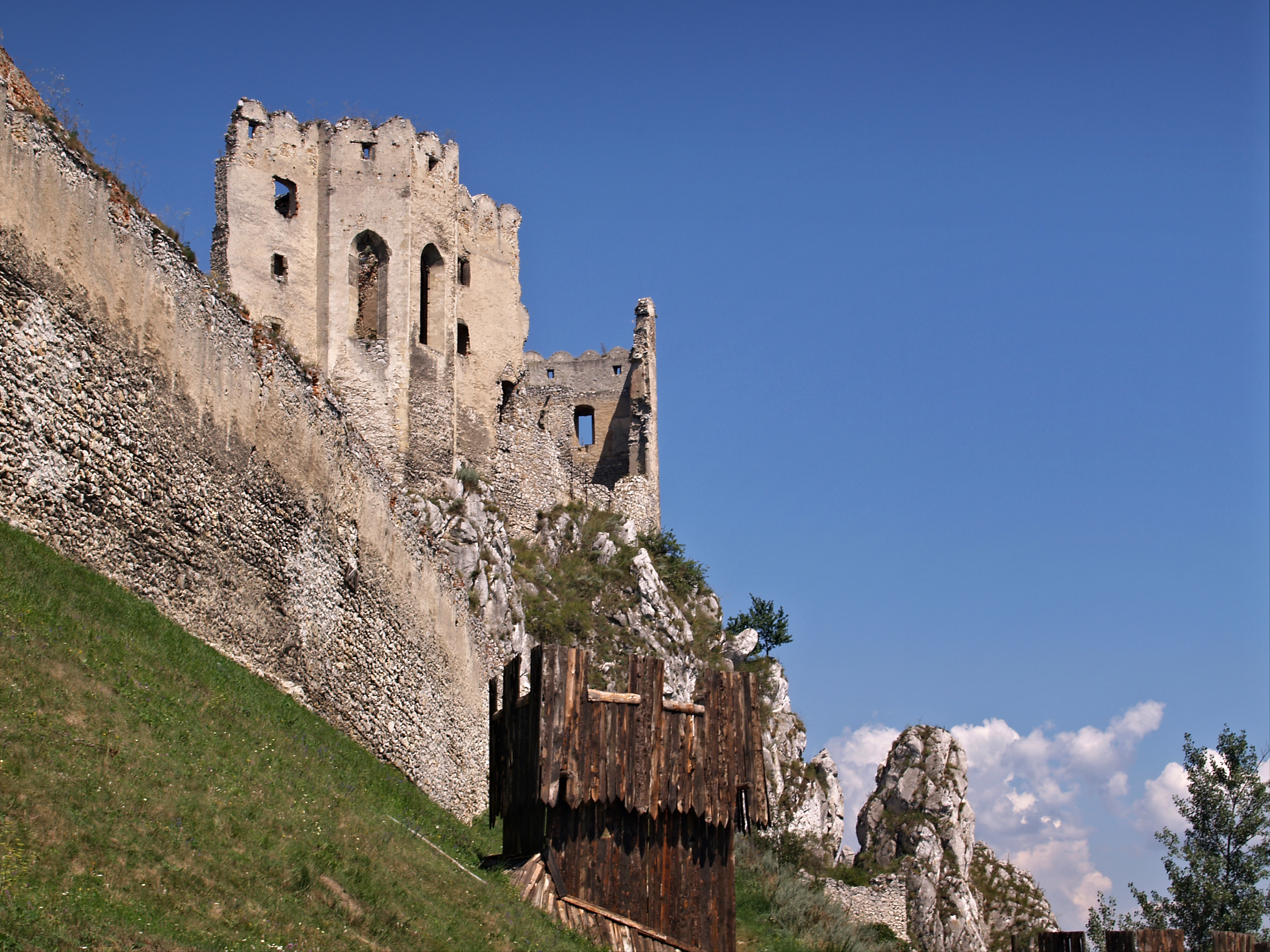
Partie N-E de la forteresse
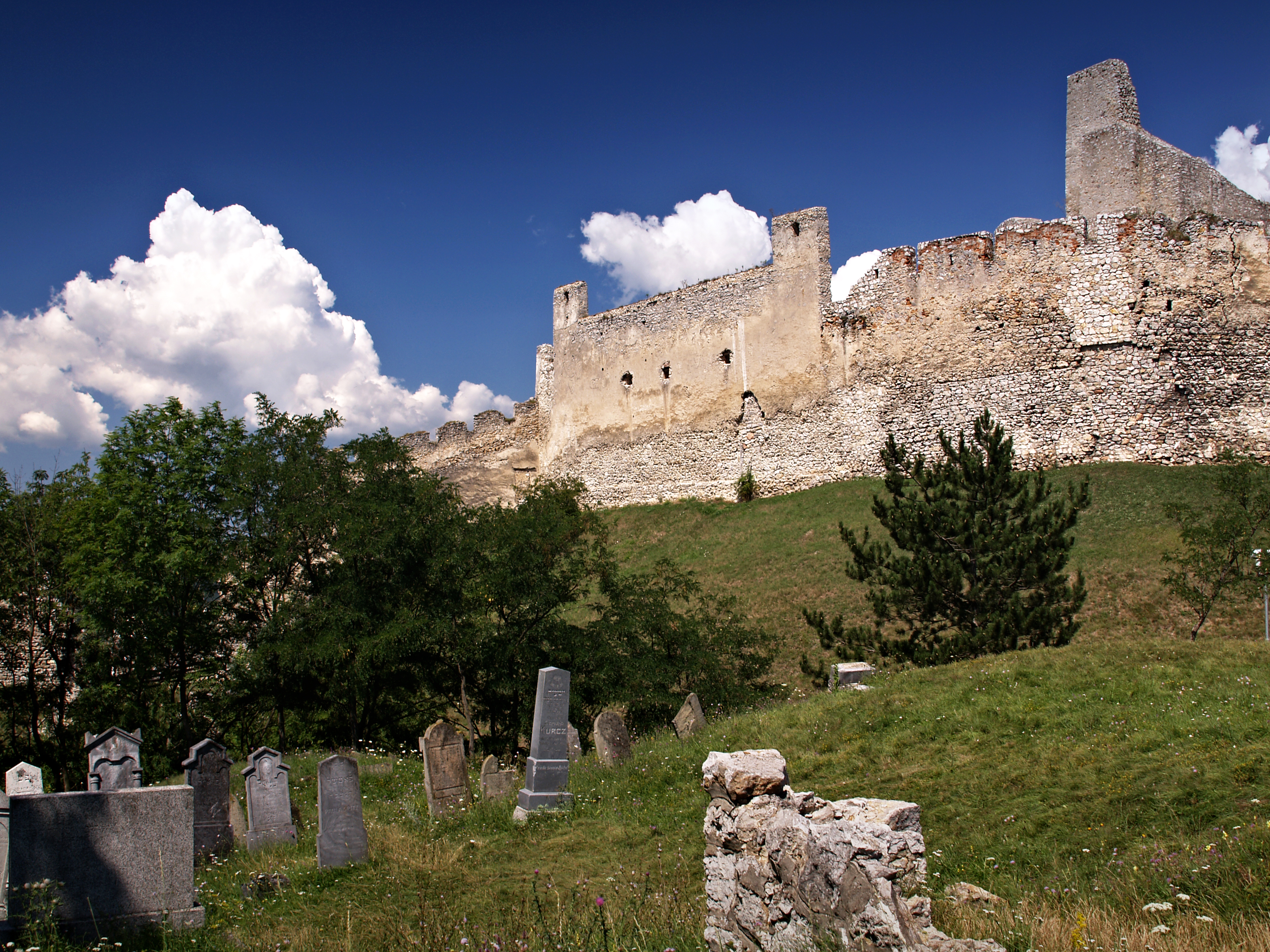
Le cimetière
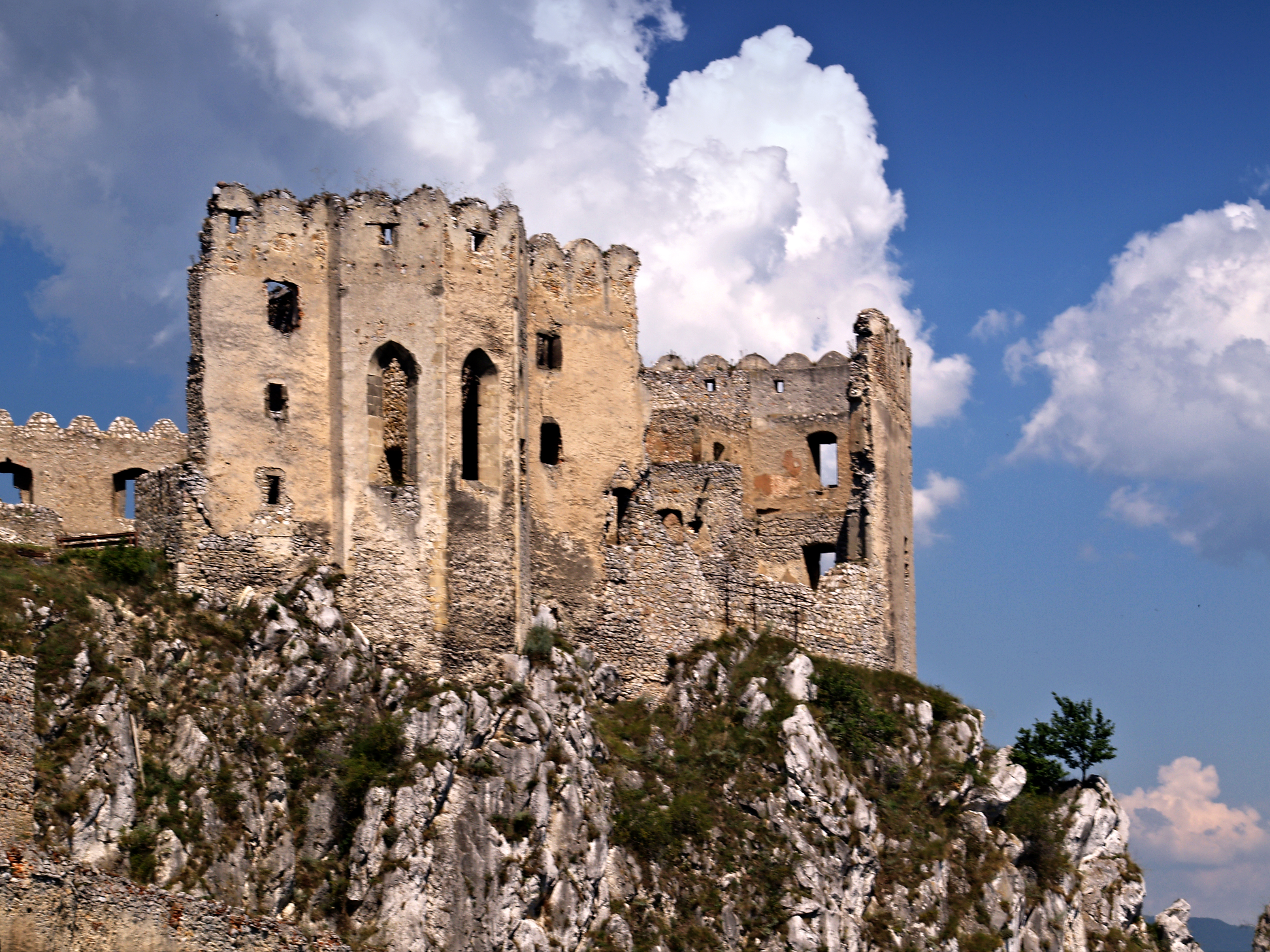
La chapelle
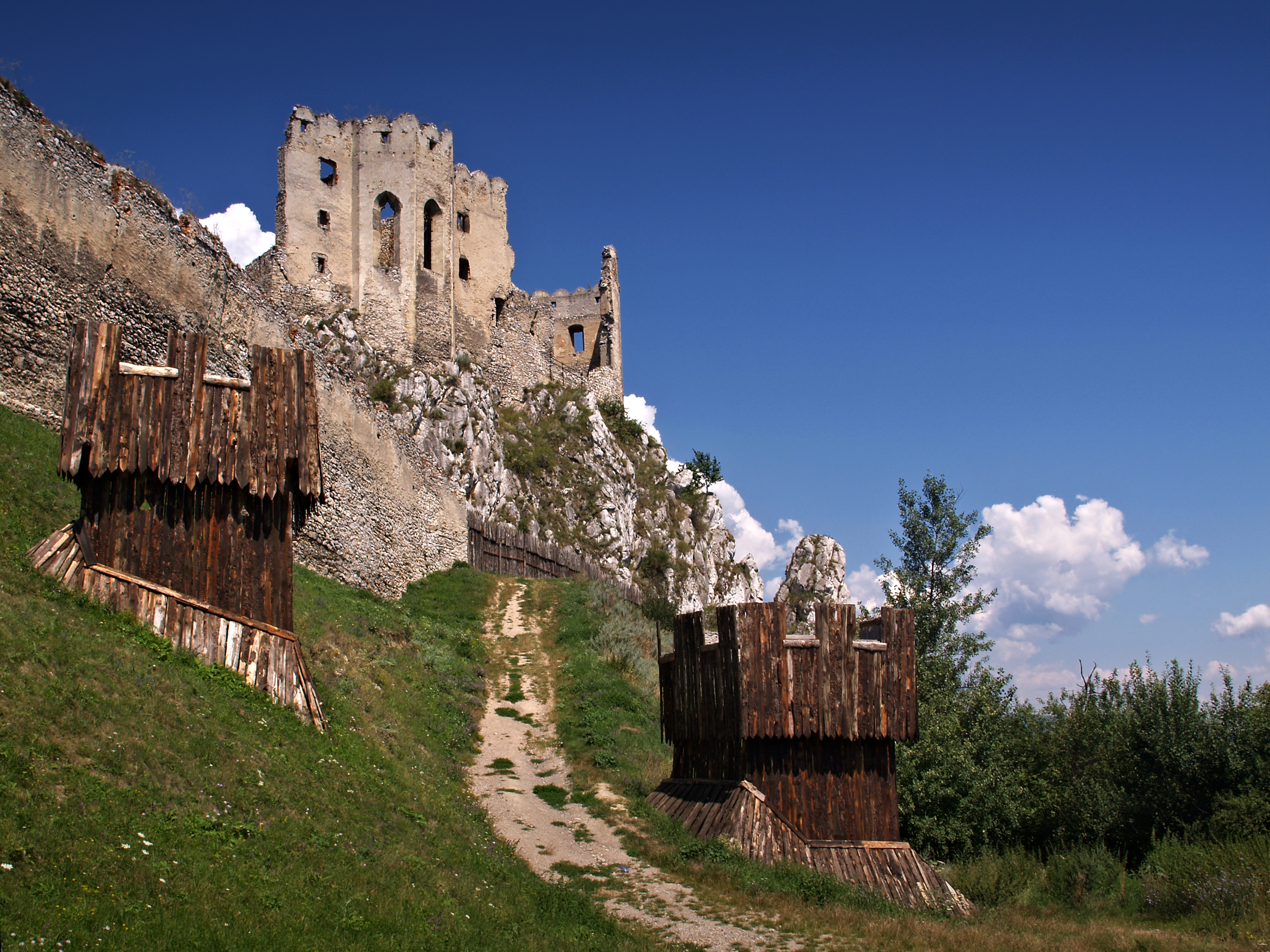
Partie N-E de la forteresse
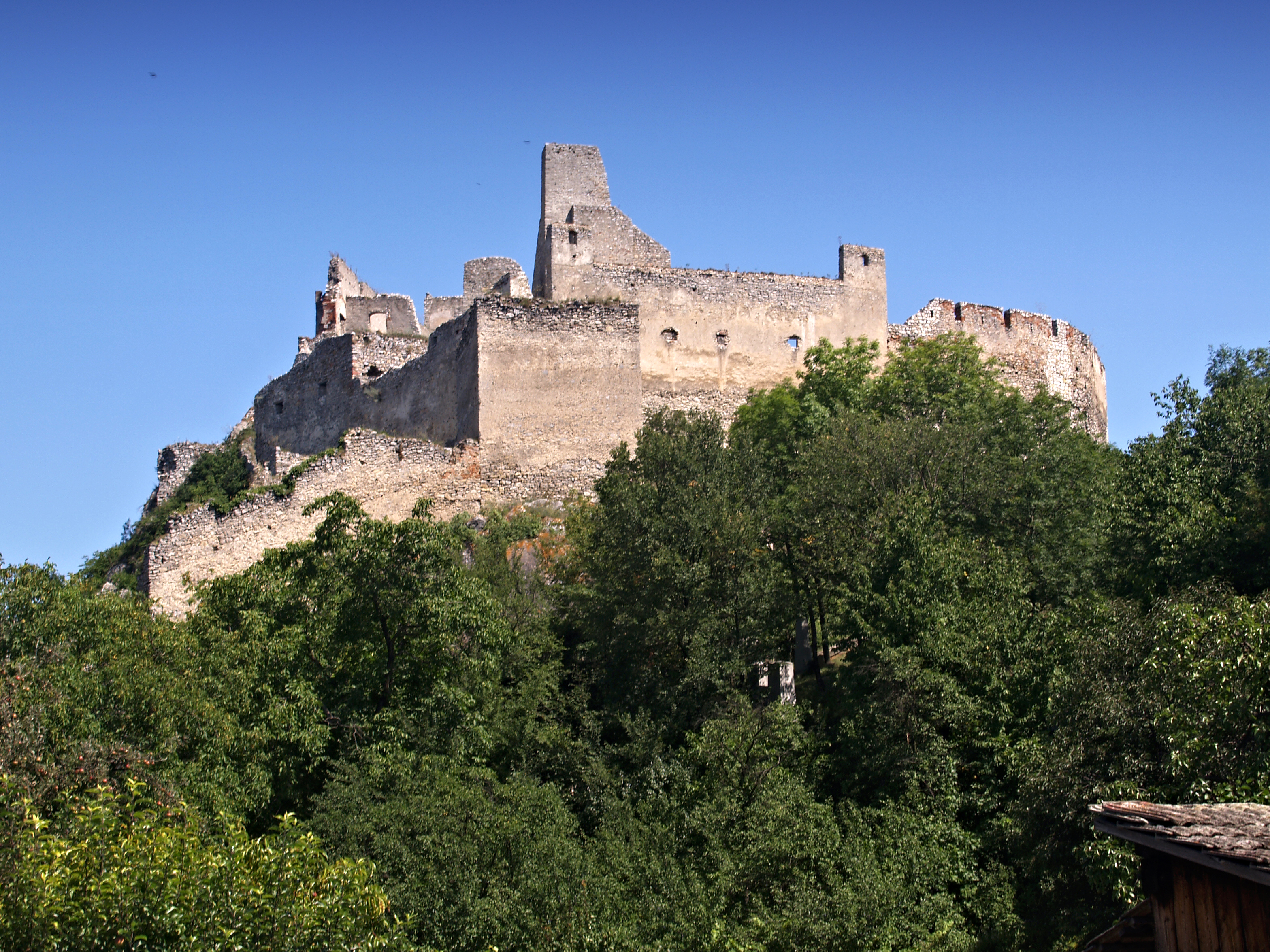
Vue méridionale

### Architecture sacrée
- Couvent des Franciscaines (1690) (Kláštor-Chraitný domov) et l'église catholique Saint-Joseph Pestúna (Rímskokatolícky kostol sv. Jozefa Pestúna). Situés au centre du village, le monastère franciscain avec son église, ont été construits en 1691 par le prieur Jakub Hrasko.

Il est occupé par des sœurs missionnaires de la congrégation Notre-Dame de la Charité. Parmi leurs tâches, celles-ci confectionnent les habits des 120 sœurs de la province.
Les bâtiments abritent la Maison de la Charité (Chraitný domov).

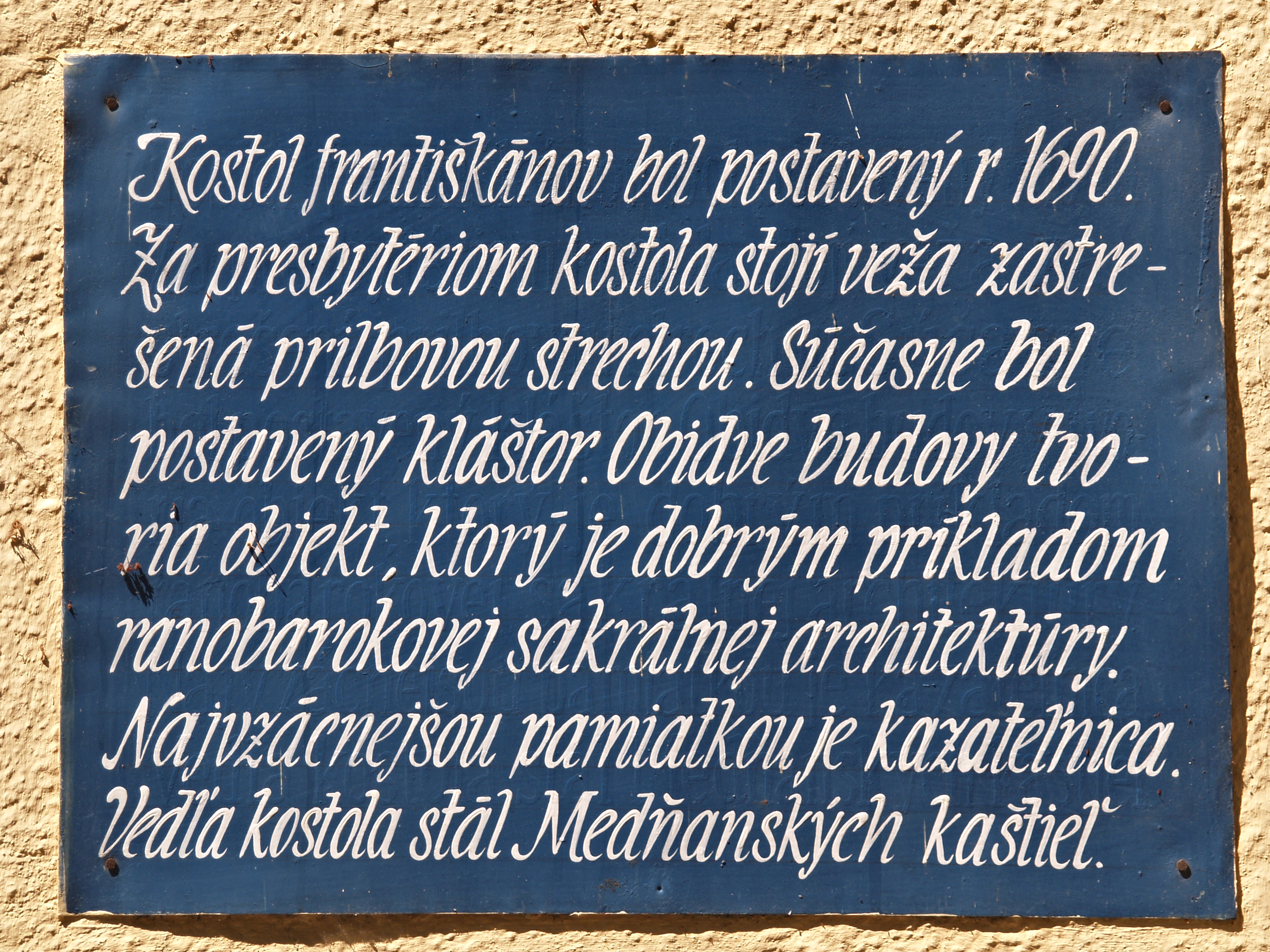
Informations à l'entrée
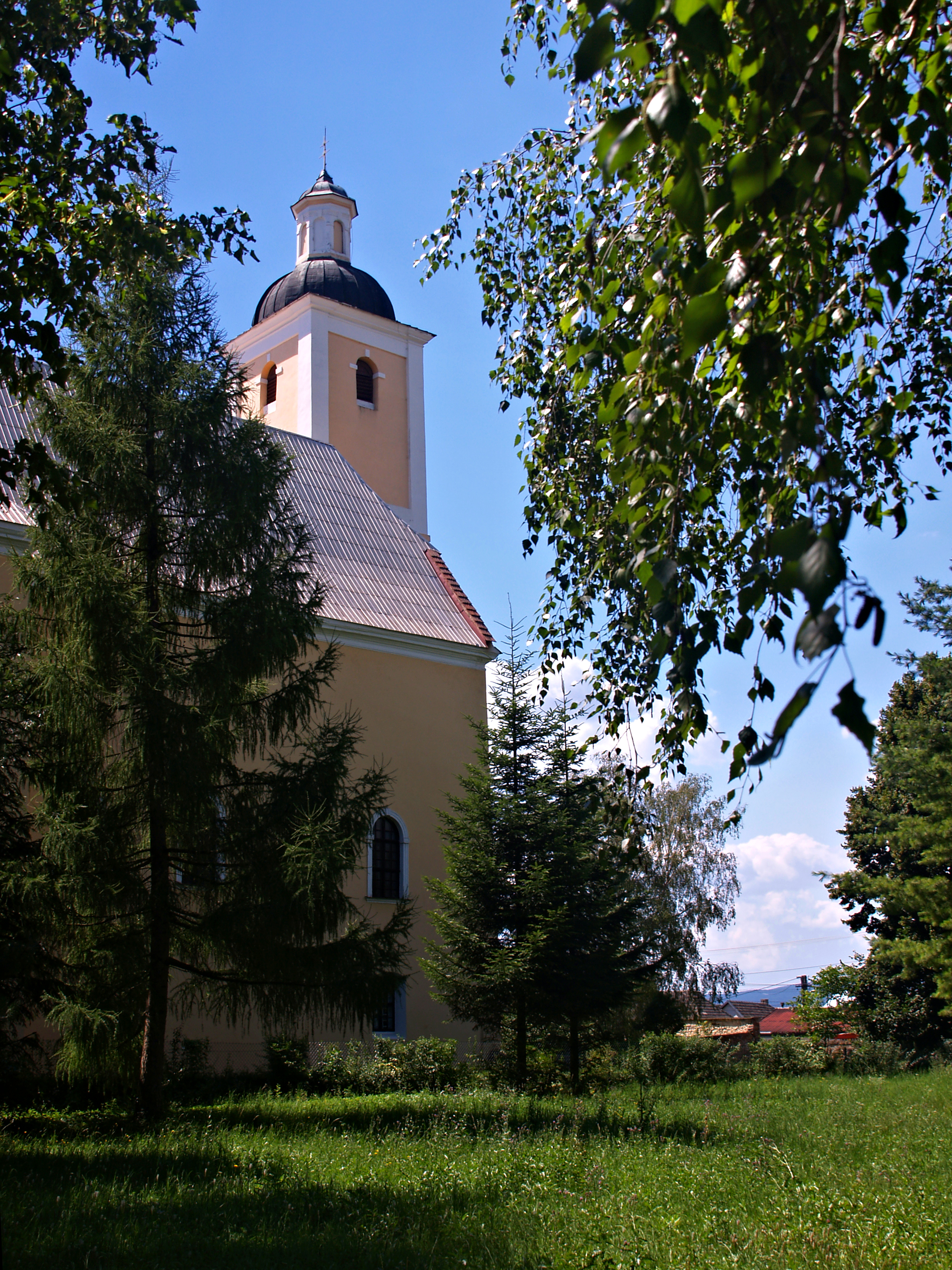
Vue latérale
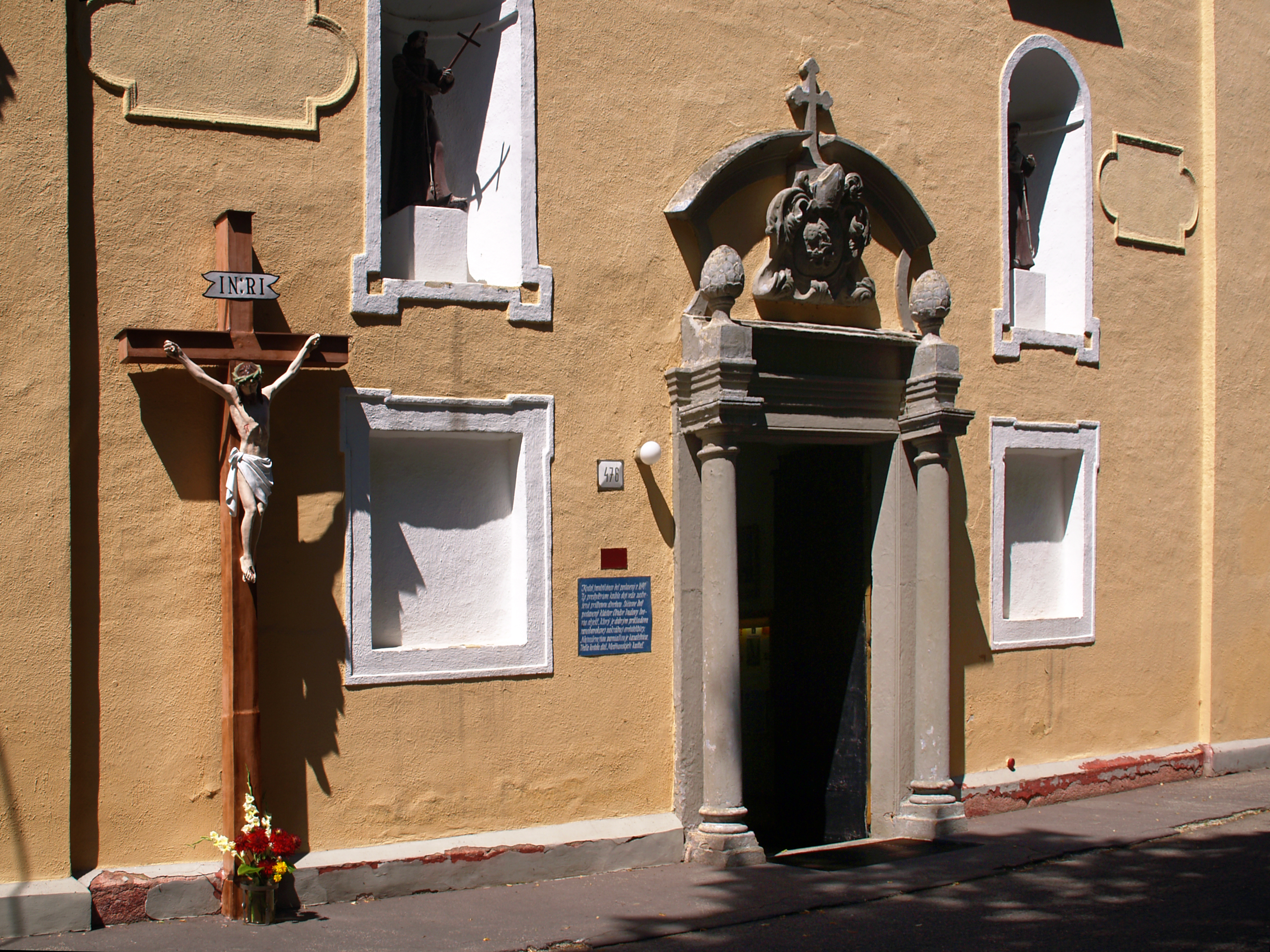
L'entrée du monastère
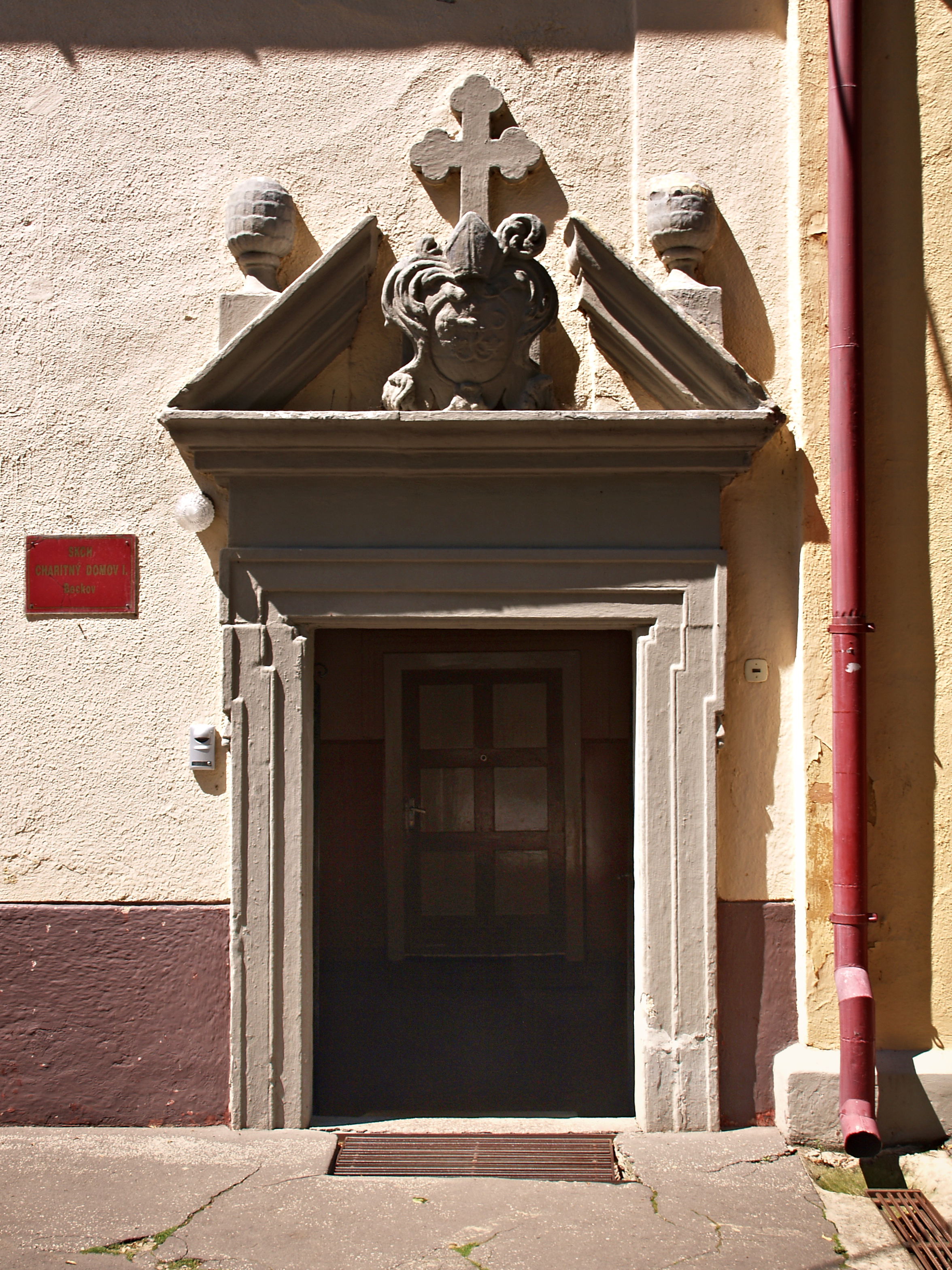
Entrée de la Maison de la Charité
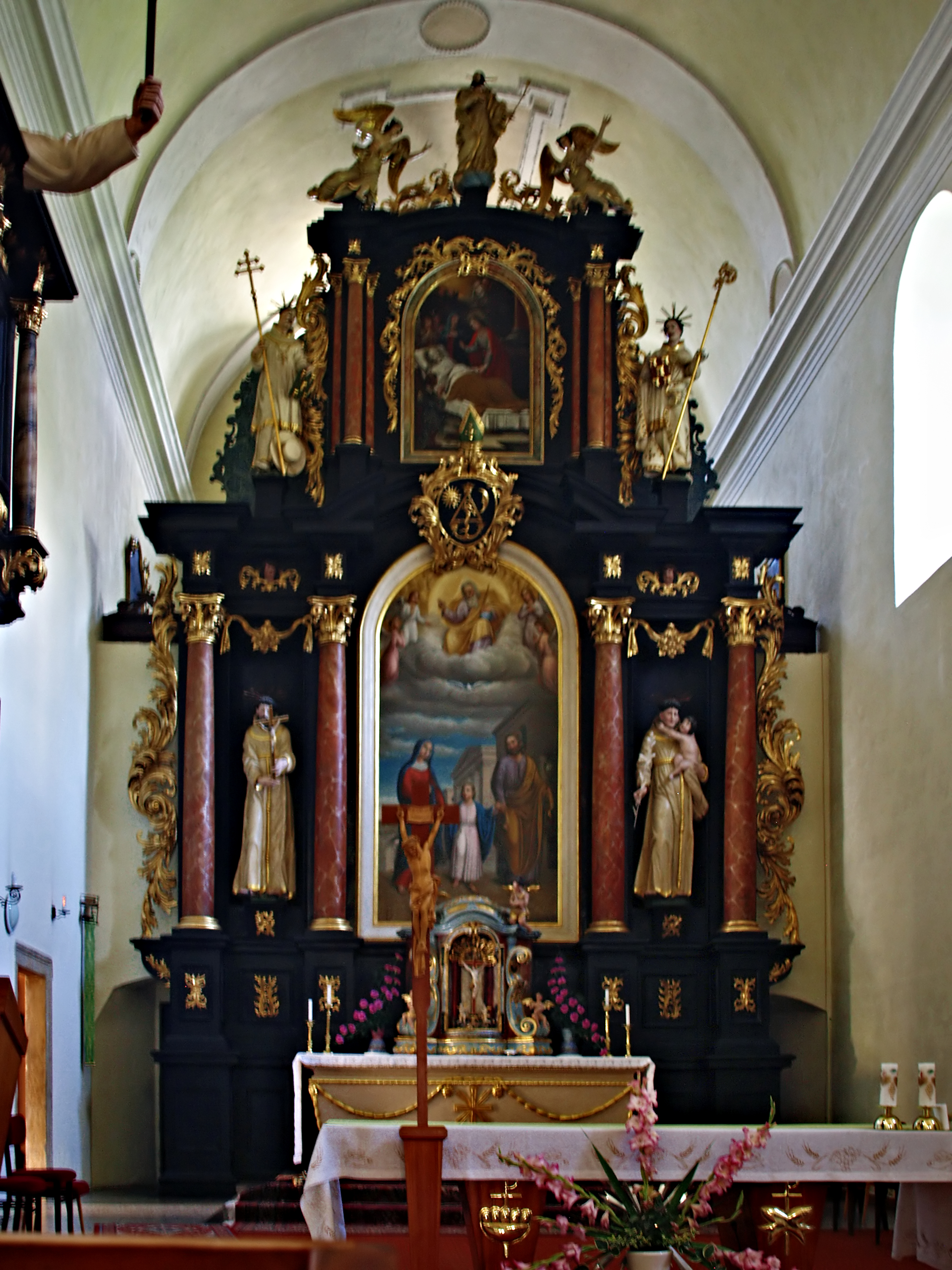
L'autel
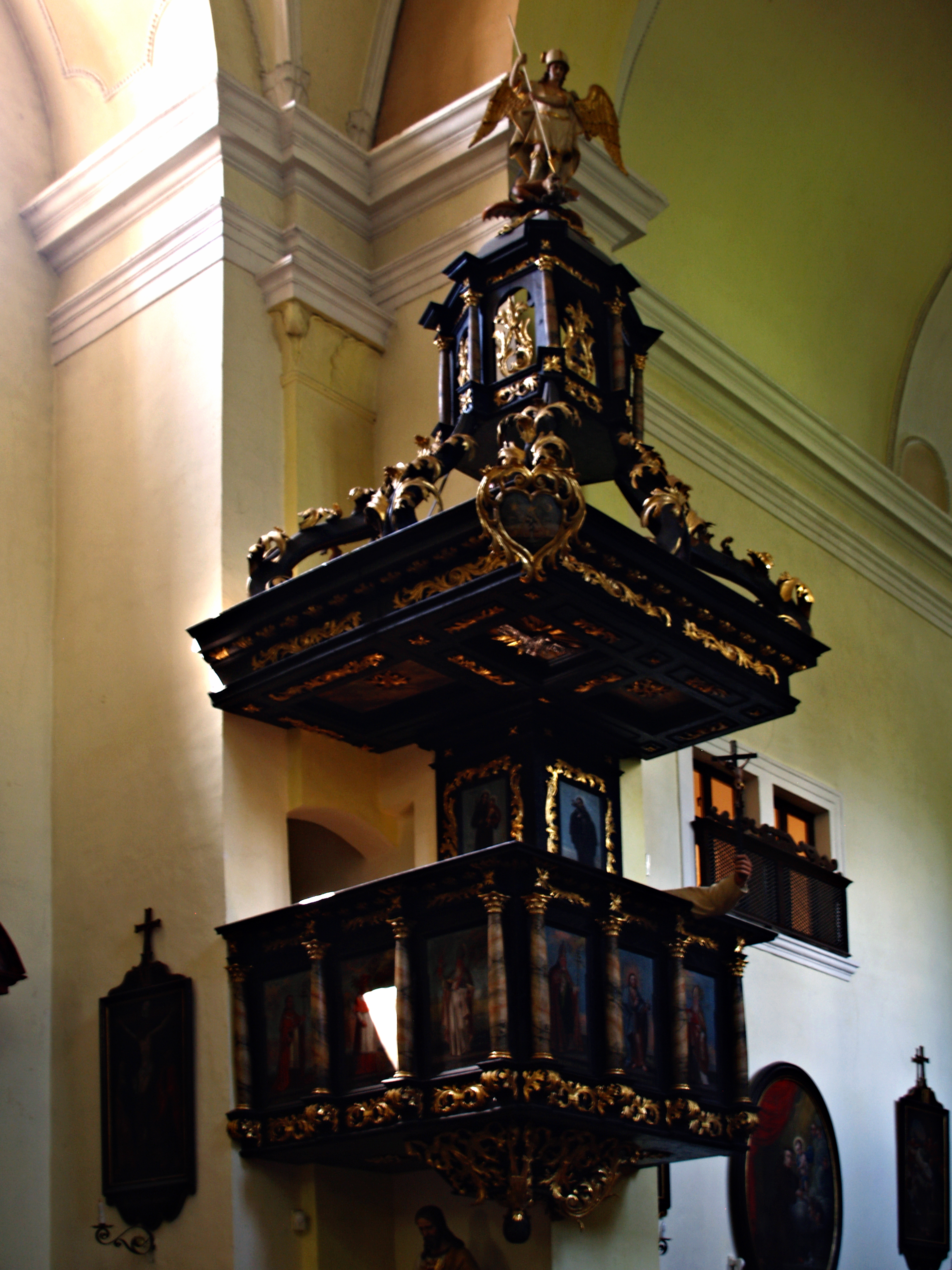
La chaire
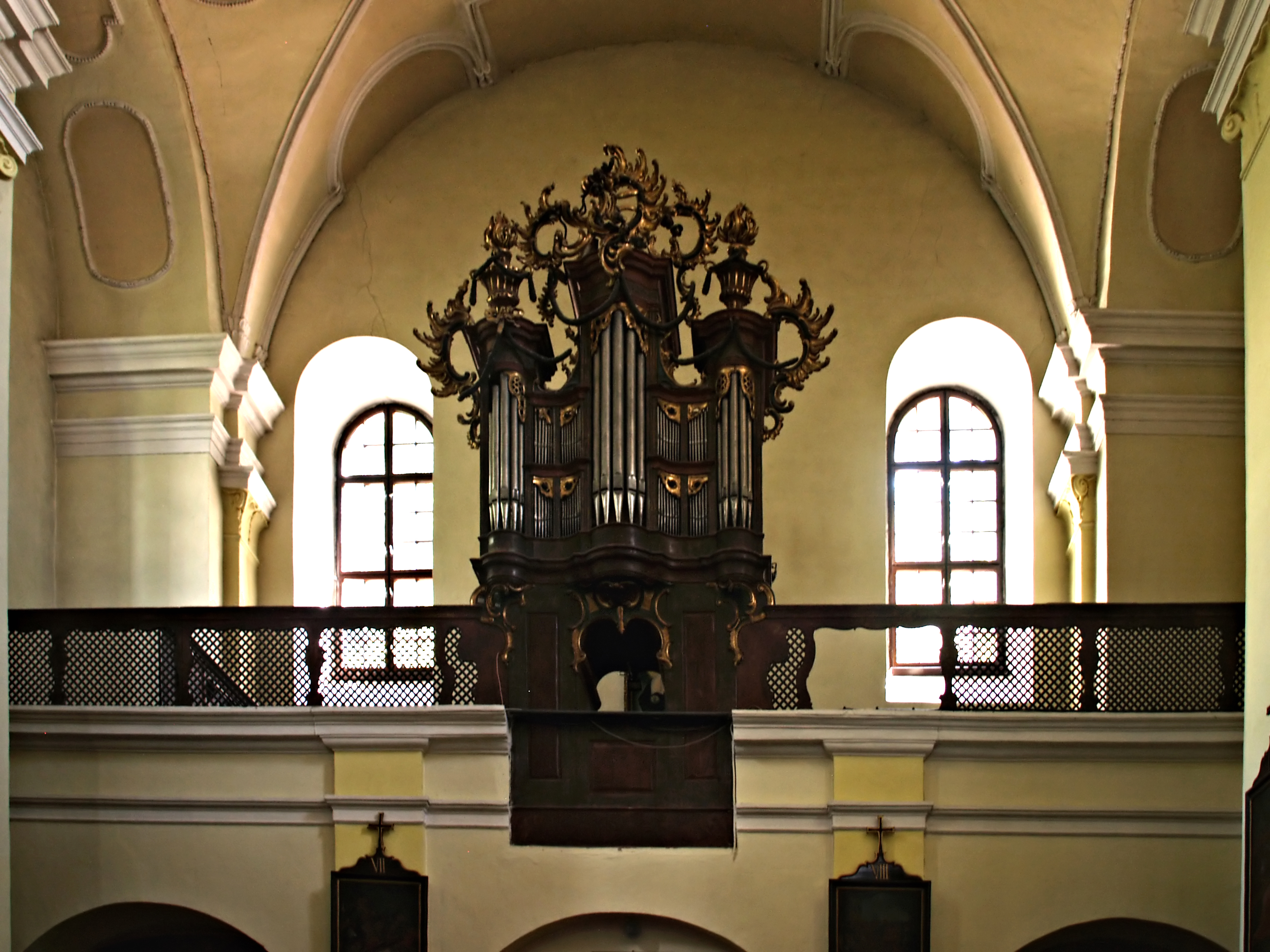
L'orgue
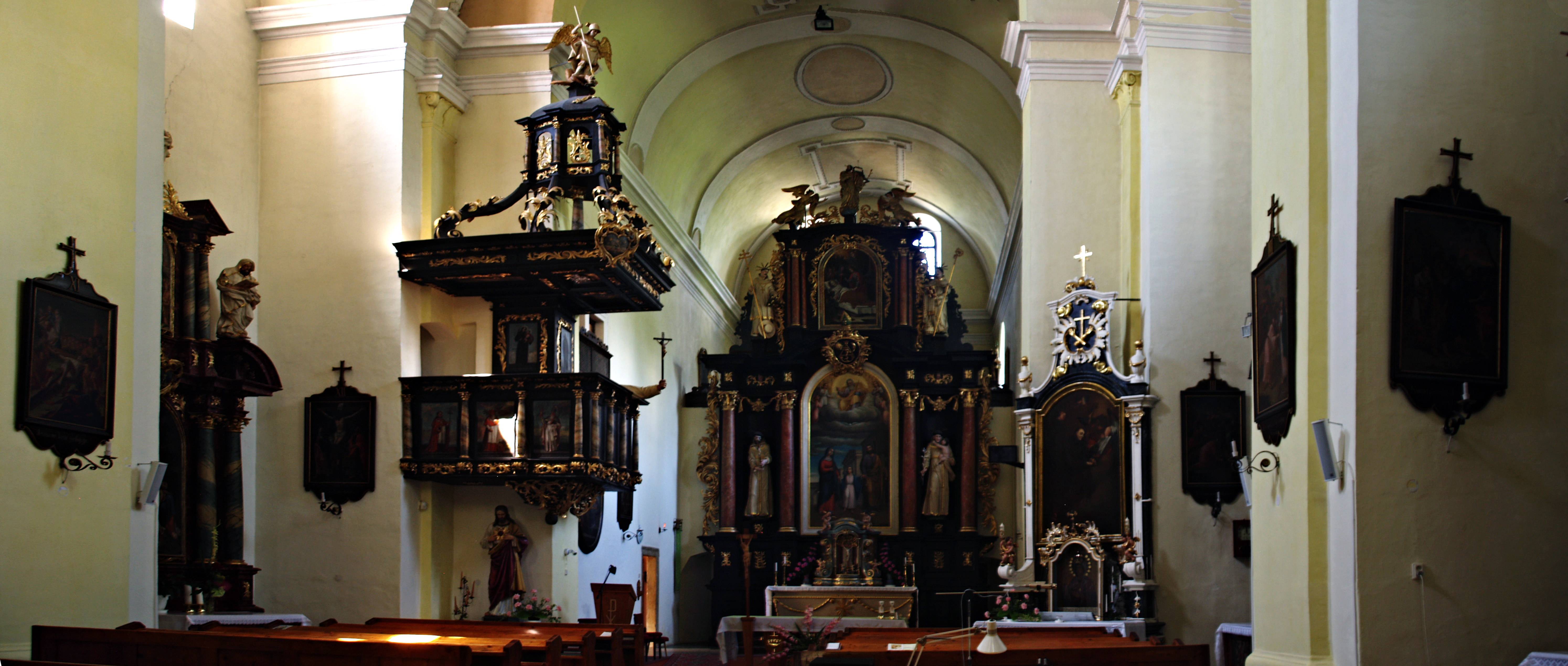
Intérieur de l'église

- Église catholique romaine (Rímskokatolícky kostol sv. Rímskokatolícky kostol sv. Štefana kráľa). D'architecture gothique, l'église a été construite autour de 1400.

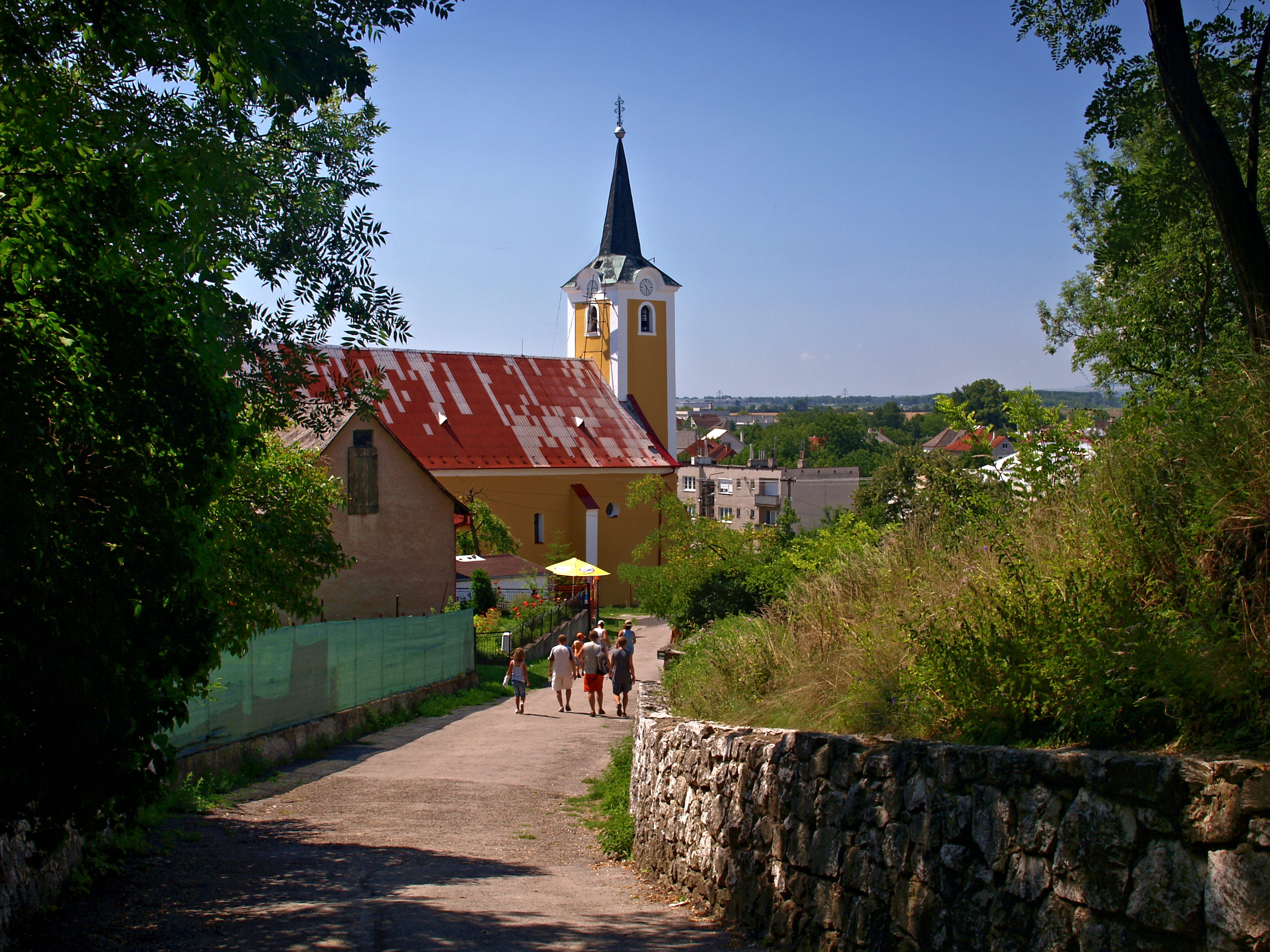
Vue de l'église en descendant du château
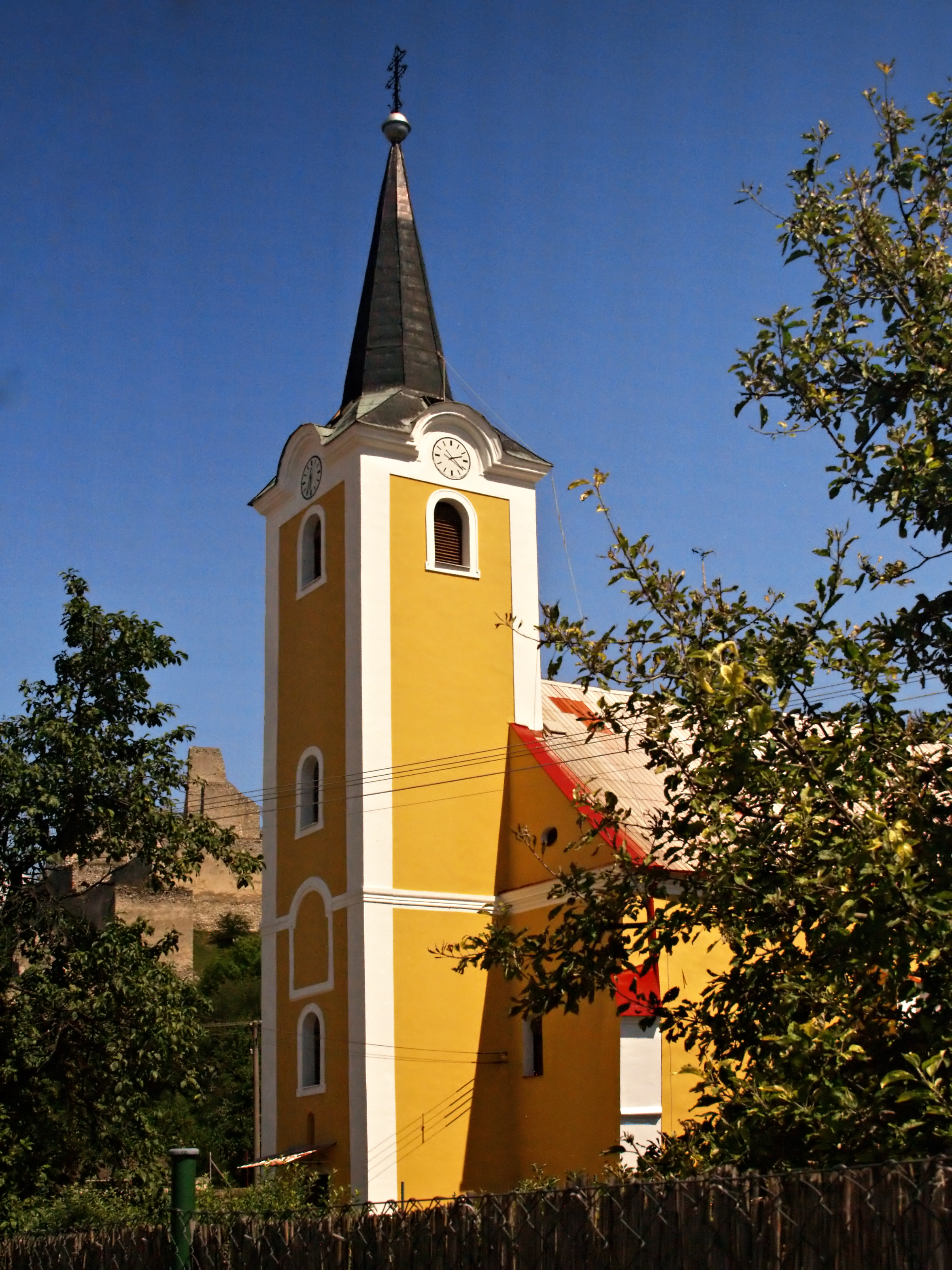
Le clocher
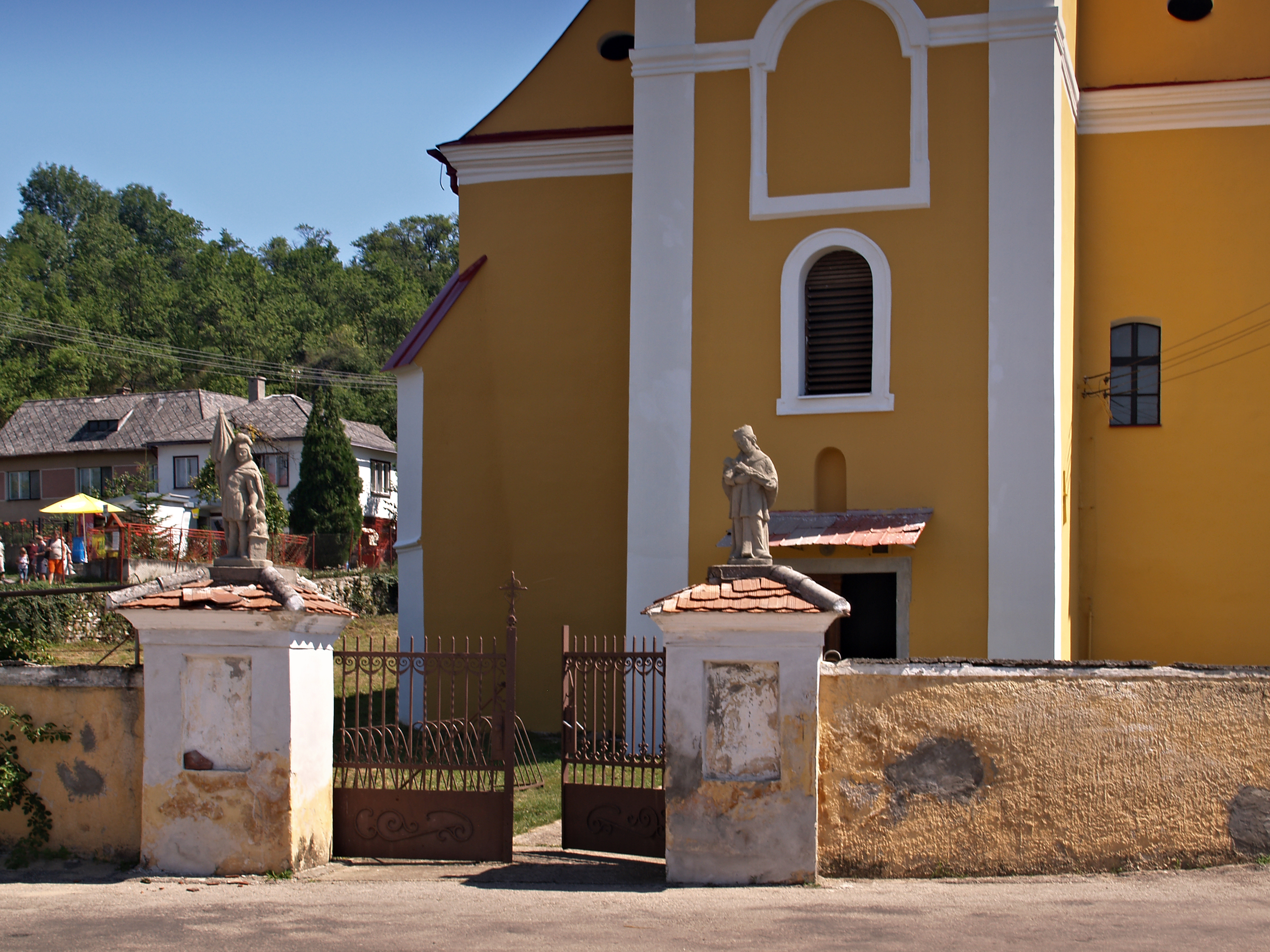
L'entrée de l'église
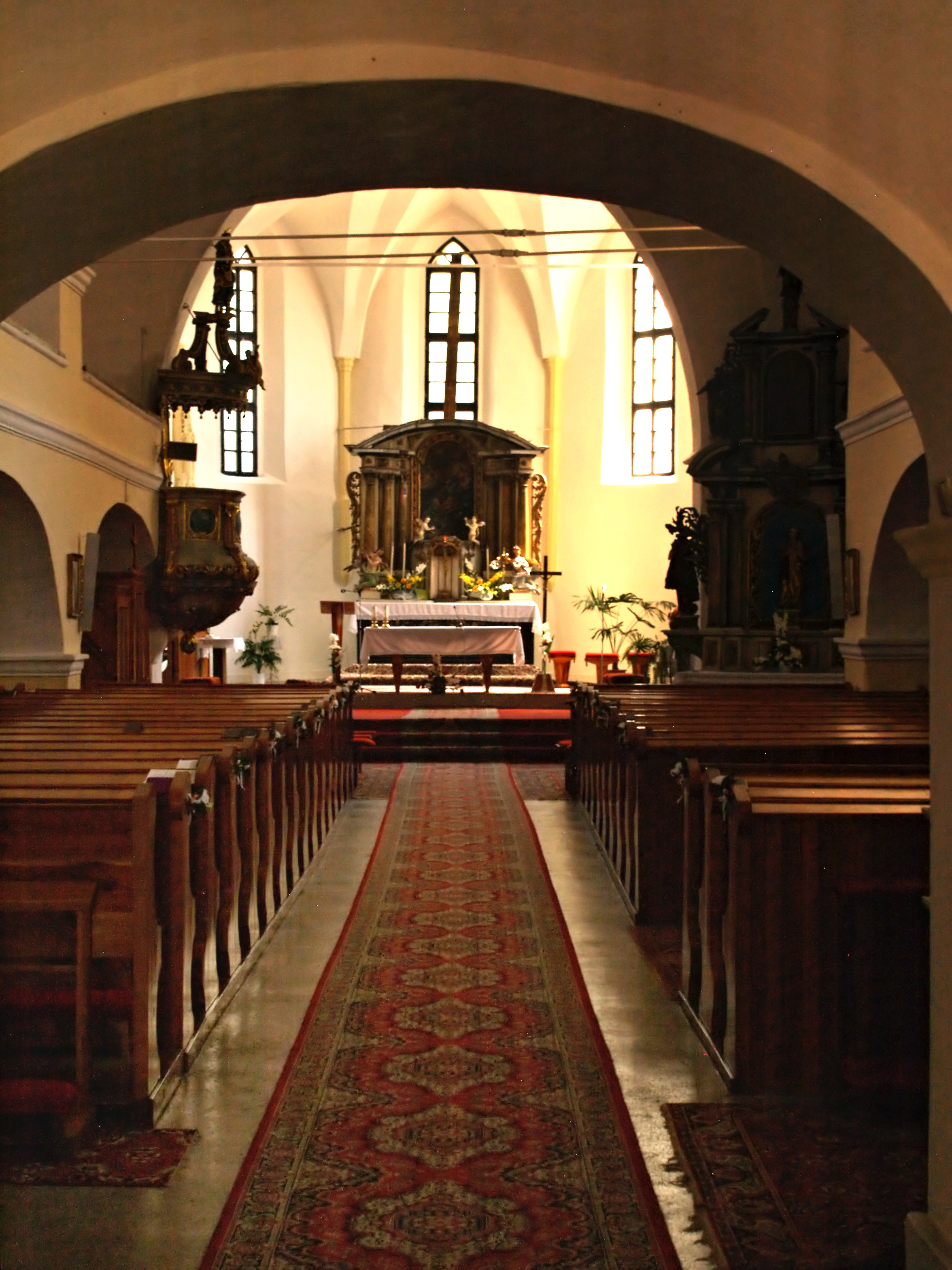
L'intérieur de l'église

- Église évangélique luthérienne de la Confession d'Augsbourg. Elle a été construite entre 1791 et 1792. Elle avoisine le presbytère.
- Chapelle Saint-Jean Népomucène (Kaplnka sv. Jána Nepomuckého). C'est une chapelle routière, implantée au centre d'un carrefour du village, à l'entrée de la place située au pied de la colline du château.

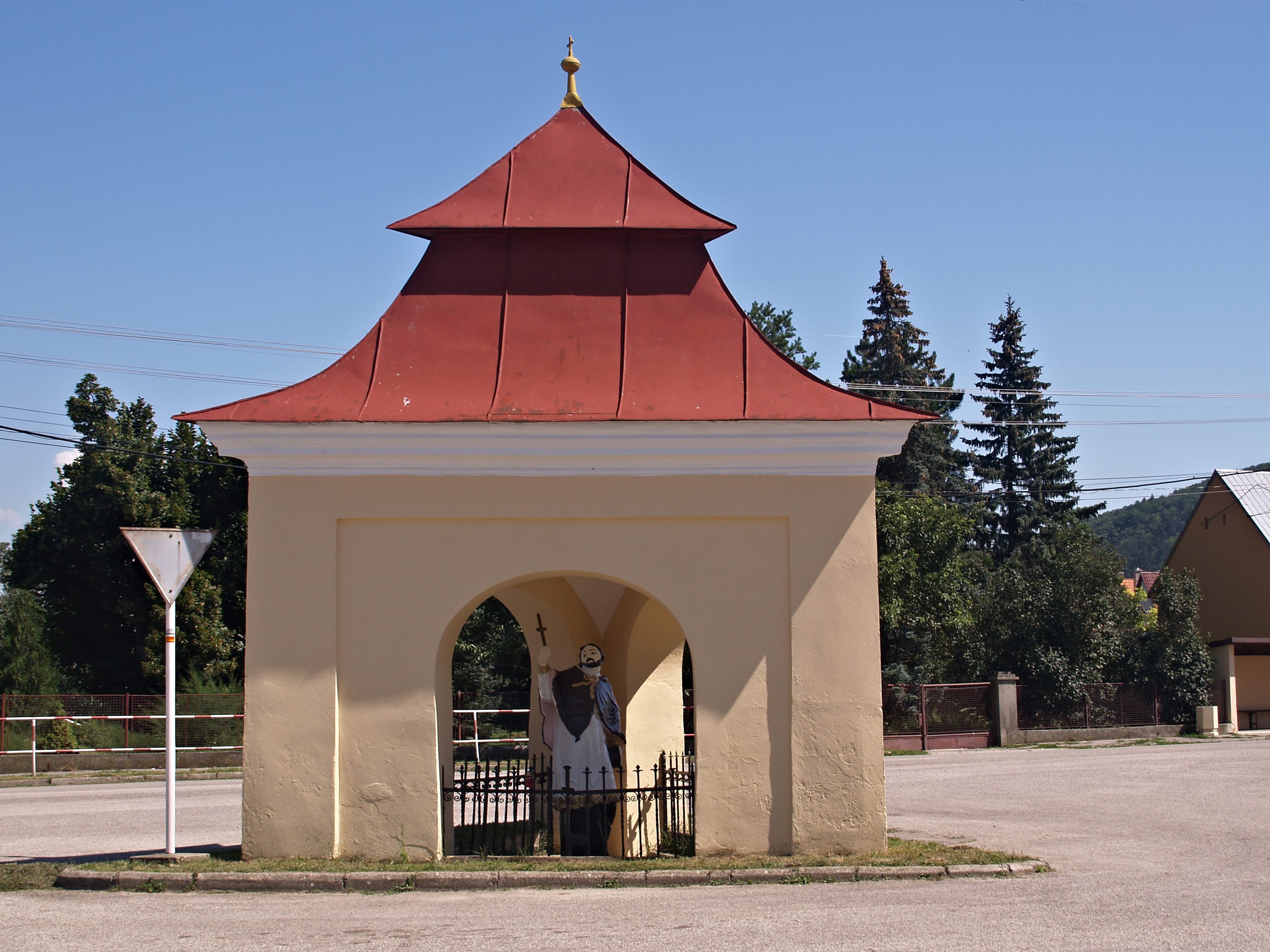
Chapelle Saint-Jean Népomucène

### Sites naturels
- Beckovské hradné bralo, la falaise calcaire d'une superficie de 1,75 ha sur lequel est situé le château de Beckov, est un site naturel protégé depuis 1963[7].
- Beckovska Cave : grotte découverte en 1983. La grotte est fermée au public.

## Culture
- Musée de Beckov (Beckovské múzeum). Situé à l'extrémité nord de la place centrale au pied du château, il est abrité dans un manoir qui a été entièrement restauré par la famille Ambro. Y sont exposés divers objets relatifs à l'histoire du château, de la communauté, des gens, à l'art populaire et l'artisanat folklorique, du mobilier historique provenant de résidences aristocratiques et des manoirs, des peintures de Ladislav Mednansky et d'autres portraits historiques, notamment des objets provenant du château.

Il est ouvert du 1er mai au 15 octobre.

## Personnalités liées au village
- Jozef Miloslav Hurban, né à Beckov le 19 mars 1817. Écrivain et éditeur, il a été le chef de file du mouvement national slovaque de 1848.  Il était le plus proche collaborateur de Ľudovít Štúr dont le nom est lié à chaque manifestation importante du Mouvement national slovaque dans la seconde moitié du XIXe siècle.
- László Mednyánszky, né à Beckov le 20 avril 1852 - mort le 19 avril 1919. Peintre impressionniste hongrois, ses œuvres sont de renommée mondiale.
- Jozef Štúr, né à Beckov le 2 février 1817. professeur géologue et paléontologue phyto, il a été l'un des premiers travailleurs et organisateurs de l'Institut géologique impérial de Vienne, son employeur durant de nombreuses années. En reconnaissance, il a été nommé au poste de conseiller royal-impérial et plus tard directeur de l'Institut géologique impérial de Vienne.
- Jan Ambro, né à Beckov le 27 mars 1827. Scientifique, ce médecin s'est taillé une réputation en développant le système de soins de santé hongrois, l'obstétrique et des services sociaux.  Il a été l'avocat d'une des nouvelles méthodes de travail en obstétrique et il est le fondateur de la première école pour sages-femmes.  Il est également auteur de plusieurs manuels scolaires.
- Stefan Pilarik, originaire de Beckov. Il est l'un des écrivains les plus importants de la seconde moitié du XVIIe siècle. Il a décrit les atrocités commises par les Turcs dans le territoire en particulier autour de la région de Beckov[8].